# Teòcrest el Jove
|  | Per a altres significats, vegeu «Teòcrest (escriptor)». |

Teòcrest el Jove (en llatí Theochrestus, en grec antic Θεόχρηστος) (segles IV-III aC) va ser un esportista grec nascut a Cirene que va guanyar una victòria a les carreres de carros als jocs olímpics l'any 300 aC.
Era net de Teòcrest el Vell, que havia guanyat també en una carrera de quadrigues a l'Olimpíada de l'any 360 aC. El seu pare havia estat vencedor de les carreres de quadrigues als Jocs Ístmics.